# ویوگا (ویسکانسین)
ویوگا، ویسکانسین  (به انگلیسی: Weyauwega) شهری در شهرستان واپاکا ایالت ویسکانسین است که در سال ۱۹۳۹ بنیان‌گذاری شده‌است. این شهر طبق سرشماری سال ۲۰۱۰ میلادی ۱٬۹۰۰ نفر جمعیت داشته‌است.